# Bataille aérienne de Merklín
Guerre froide
La bataille aérienne de Merklín est un combat aérien entre des avions de la force aérienne de la République socialiste tchécoslovaque et de l'USAFE au-dessus du village tchèque de Merklín, dans la forêt de Bohême, le 10 mars 1953.

## Historique
Durant les premières années de la guerre froide, la tension est extrême entre les blocs de l’Est et de l'Ouest et plusieurs incidents aériens ont eu lieu le long du rideau de fer. Il s'agit ici de la seule victoire aérienne contre un chasseur occidental de la Force aérienne tchécoslovaque.
Au cours de l'action, le pilote tchèque Jaroslav Šrámek (en), aux commandes d'un MiG-15 (version S-102 produit sous licence par Aero Vodochody, du 5e régiment de chasse, 2e escadron, base aérienne de Plzeň-Líně), leader d'une patrouille de deux appareils, l'ailier étant Forst Milan, a abattu l'un des appareils d'un binôme de F-84E Thunderjet américains du 53e escadron de chasseurs-bombardiers, 36e escadre de chasseurs-bombardiers, 12e force aérienne, ayant décollé de la base aérienne de Fürstenfeldbruck.
Les avions tchécoslovaques volaient à 3 000 m d'altitude lorsqu'ils aperçoivent deux F-84E à 10 h 59 au-dessus de Merklín. Ils étaient peints en brun et rayures argentées, les réservoirs supplémentaires au bout des ailes étaient peints en rouge. Ils étaient 200 m plus bas et à 600 m de distance. Les Tchécoslovaques se placent dans leur dos et reçoivent l'ordre d'attaquer. A 11:01 (a hauteur de Holýšov) , le deuxième virage serré (les deux virages ont duré environ 2 minutes) les met à une distance d'environ 300 m. Šrámek tire une courte salve du canon NS-23. Il touche le réservoir auxiliaire droit, d'où une fumée blanche a commencé à émerger.
À 11 h 2, le F-84 a effectué un deuxième virage et s'est enfui à une vitesse élevée d'environ 800 km/h vers le sud (cap 180). Le lieutenant Šrámek et le lieutenant Forst ont pourchassé l'avion F-84 à une vitesse d'environ 900 km/h.
À 11 h 3 min 30 s (au-dessus de Chodská Lhota), le lieutenant Šrámek tire la deuxième et dernière salve, après quoi une fumée noire s'échappe du côté droit du F-84, à peu près à l'endroit où se trouve la cabine, et immédiatement l'incendie enflamme l'avion entier.
À 11 h 4 (au-dessus de Chudenín), les S-102 mettent fin à l'attaque et prennent un virage ascendant vers la gauche. Pendant ce virage, le deuxième avion F-84 a survolé le lieutenant Forst à une altitude d'environ 100 m. Forst a tourné son avion pour le poursuivre. Cependant, le F-84 s'est caché dans les nuages et le lieutenant Forst a été désengagé.
À 11 h 6 (Plaines), le lieutenant Forst est de nouveau dans la paire et vole à une vitesse de 550 km/h.
À 11 h 9, Šrámek appelle le contrôle au sol et dit qu'il ne sait pas où il se trouve. Après avoir retrouvé son ailier, ils retournent à leur base à 11 h 20.
Le pilote américain, le lieutenant Warren G.Brown, un vétéran de la guerre de Corée, s'est éjecté de l'avion, qui s'est écrasé en territoire ouest-allemand, à environ 35 kilomètres de la frontière, et a survécu,. Le second pilote américain est le Lt. Donald Smith.
L'avion américain s'est écrasé près de Ratisbonne, en Bavière et l'épave brûlée du F-84 a été récupérée par des soldats américains. L'attaque faisait suite aux rapports d'autres avions tchécoslovaques au-dessus du territoire bavarois tandis que des appareils américains franchissaient, souvent involontairement, la frontière entre l'Allemagne de l’Ouest et la Tchécoslovaquie. Brown, le pilote du F-84, a rapporté qu'ils effectuaient une patrouille de routine le long de la frontière lorsqu'ils ont repéré deux avions apparaissant de l'Est, il a été abattu et s’est éjecté après avoir perdu le contrôle.
À l'époque des faits, l'USAF a allégué que l'incident a eu lieu côté allemand de la frontière. Elle a reconnu que le combat avait commencé du côté tchécoslovaque à la fin de guerre froide.
Le 12 mars 1953, un bombardier Lincoln britannique est abattu en Allemagne de l’Est par un MiG-15 soviétique causant la mort de sept aviateurs.
Le 14 septembre 1961, deux F-84 Thunderstreak ouest-allemands réussissent à atterrir à Berlin-Ouest après une erreur de navigation.

## Culture populaire
Un film tchécoslovaque inspiré des événements, Vysoká modrá zeď, est diffusé en 1973.

## Sources
- "Un pilote de chasse tchèque se souvient du combat aérien de la guerre froide" par Collin O'Connor. Radio Prague, 4 octobre 2004